# Псевдоплатистома фасціатум
Псевдоплатистома фасціатум (Pseudoplatystoma fasciatum) або сорубим із смугою або сом із смугою — це вид Пласкоголових сомів, що походить із Сурінаму, Корантейна та Ессекібо. Харчується нічний хижак в основному іншою рибою і крабами. Самки сягають більш помітних розмірів. Статевозрілими вони стають у 56 см (22 дюйм), самці 45 см (18 дюйм) і цей вид сягає максимальної довжини 90 см (35 дюйм) загальної довжини. Плодючість, здається, оцінюється у 8 мільйонів яєць на кг, але нещодавно була виміряна в аквакультурі на нижчій і більш вірогідній кількості 150 000 відкладених яєць на кг.

## Підвид
Згідно з Рілем і Хаеншем, описано п'ять підвидів:
- P. f. короткий файл Eigenmann & Eigenmann, 1882
- P. f. fasciatum Linnaeus, 1766
- P. f. intermedium Eigenmann & Eigenmann, 1888
- P. f. nigricans Eigenmann & Eigenmann, 1889
- P. f. reticulatum Eigenmann & Eigenmann, 1889

Однак Буйтраго–Суарес і Берр відносять P. f. brevifile, P. f. intermedium і P. f. nigricans, в синоніміці P. punctifer. P. f. reticulatum піднесений як інший окремий вид P. reticulatum.
Раніше всі підвиди, крім P. f. reticulatum вважалися синонімами P. fasciatum.

## Розмноження та вирощування
Вид являє інтерес для аквакультури для виробництва харчових продуктів (і опосередковано як захід збереження, оскільки він може знизити тиск рибальства на дику популяцію), а також для виробництва риби. Дозрівання в глиняних резервуарах риби, виловленої в дикій природі, не є проблематичним, оскільки маніпуляції з рибою під час риболовлі та транспортування виконуються добре. Розмноження можна отримати за допомогою двох ін'єкцій Ovaprim® упродовж 24 годин (10 % і 90 % від рекомендованої дози відповідно), овуляція настає приблизно через 8 годин за 27 °C. Інкубація яєць відбувається в банках «Цуг» і виведення відбувається через 24 години після запліднення при 26,5 °C. Резорбція жовтцю займає 3 дні, але личинки починають живитися через 2 дні після вилуплення і в цей момент можуть почати активний канібалізм. Годування можна починати через 48 годин після вилуплення щойно вилупленими наупліями артемії сім разів на день. Личинки повинні зберігатися в темряві, щоб максимізувати рівномірний розподіл личинок в резервуарах і, отже, доступність їжі. Через 15 днів харчування можна завершити, а потім поступово замінити меленою печінкою ссавців. Через 20 днів після вилуплення мальків можна годувати високоякісним гранульованим кормом, адаптованим до їх розміру.